# Charles Leickert
Charles Henri Joseph Leickert (Bruxelles, 22 settembre 1816 – Magonza, 5 dicembre 1907) è stato un pittore belga di paesaggi olandesi.
Come specialista in paesaggi invernali, ha esplorato le sfumature del cielo serale e l'alba dalle dita rosee.

## Biografia
Charles Leickert ha imparato a dipingere per la prima volta a L'Aia sotto la supervisione dei paesaggisti Bartholomeus van Hove, Wijnand Nuijen e Andreas Schelfhout, tra i molti altri. Leickert si specializzò in scene invernali, a volte romanticizzando il cielo in blu pallido e rosa acceso, ma è altrettanto noto per i suoi numerosi paesaggi urbani.
Dipinse quasi tutte le sue opere nei Paesi Bassi, a L'Aia dal 1841 al 1846 e ad Amsterdam dal 1849 al 1883. Nel 1856 divenne membro della Royal Academy di Amsterdam. All'età di 71 anni si trasferì infine a Magonza, in Germania, dove morì nel 1907.

## Galleria d'immagini

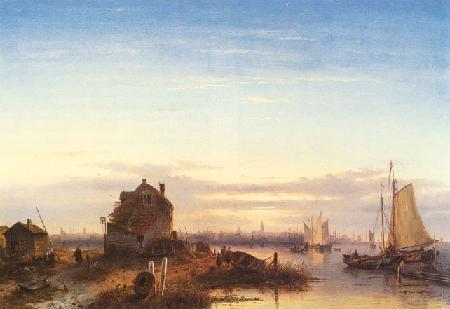
Ansicht auf die IJ in Amsterdam, Öl auf Leinwand, 1849
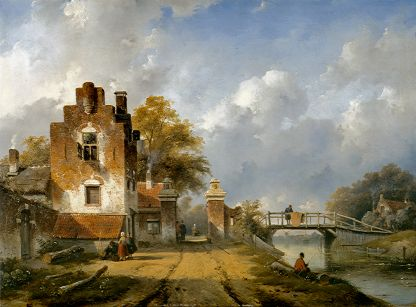
Flusslandschaft mit Figuren, Öl auf Holz, um 1850
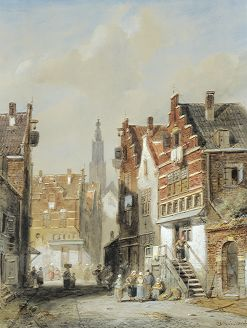
Straßenansicht in Holland, Aquarell, um 1850
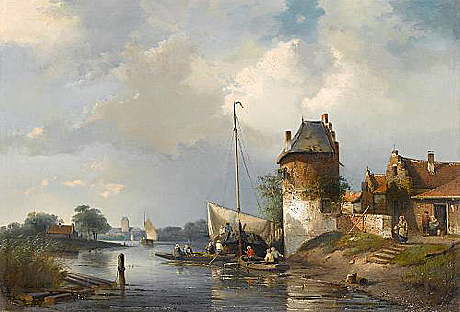
Flusslandschaft, Aquarell, um 1860
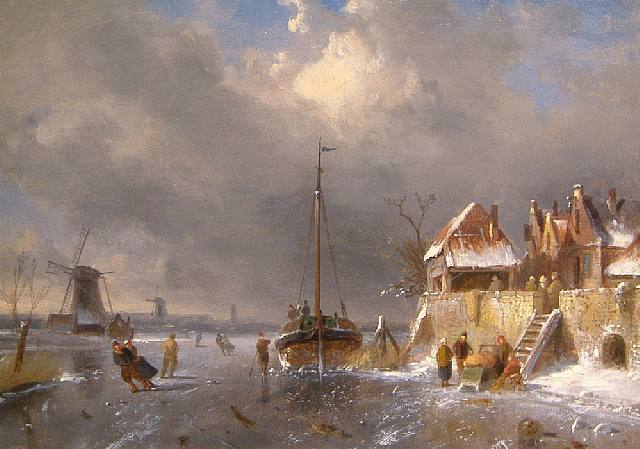
Winterlandschaft, Öl auf Leinwand, um 1880
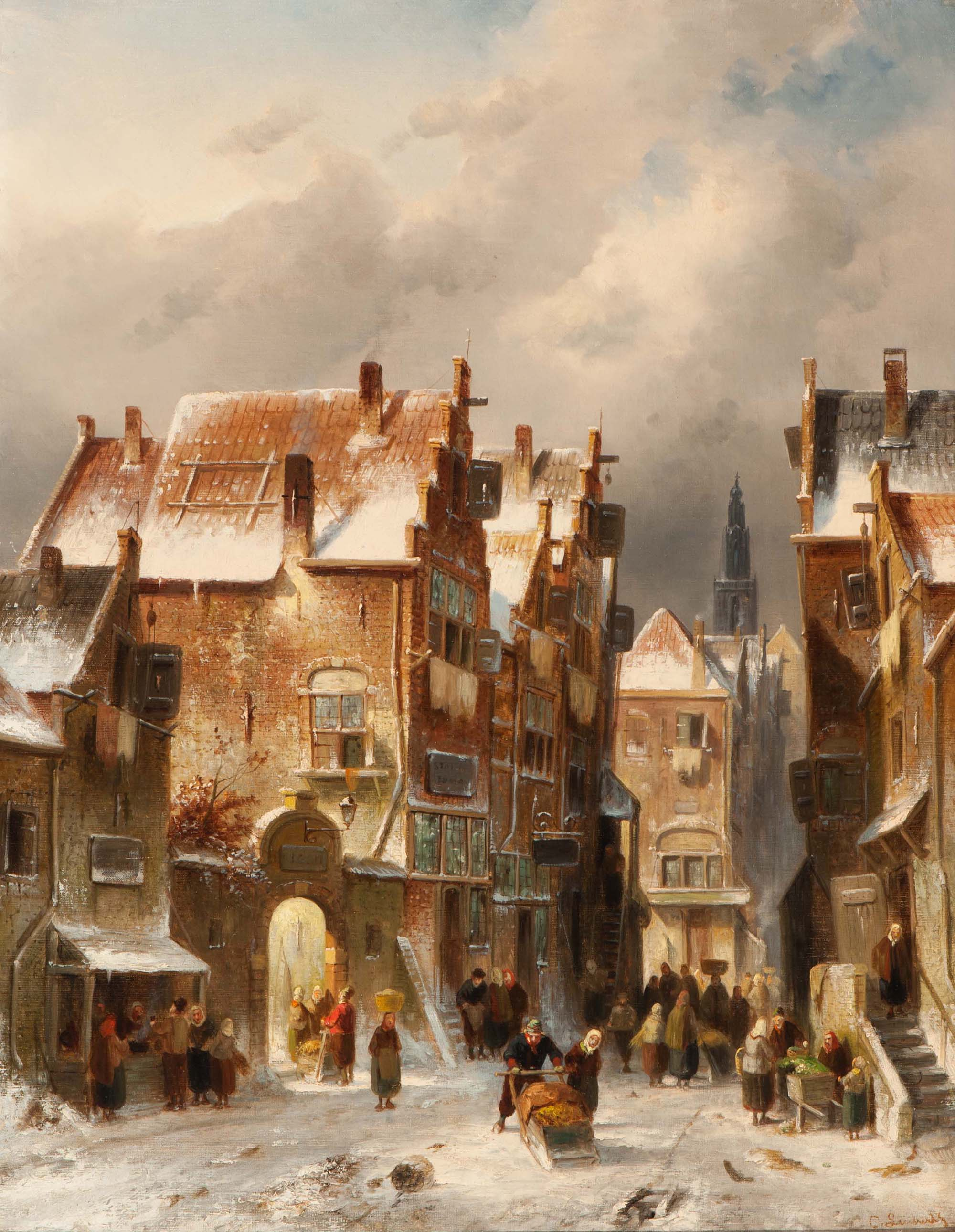
Verschneite Straße in Haarlem von Charles Leickert
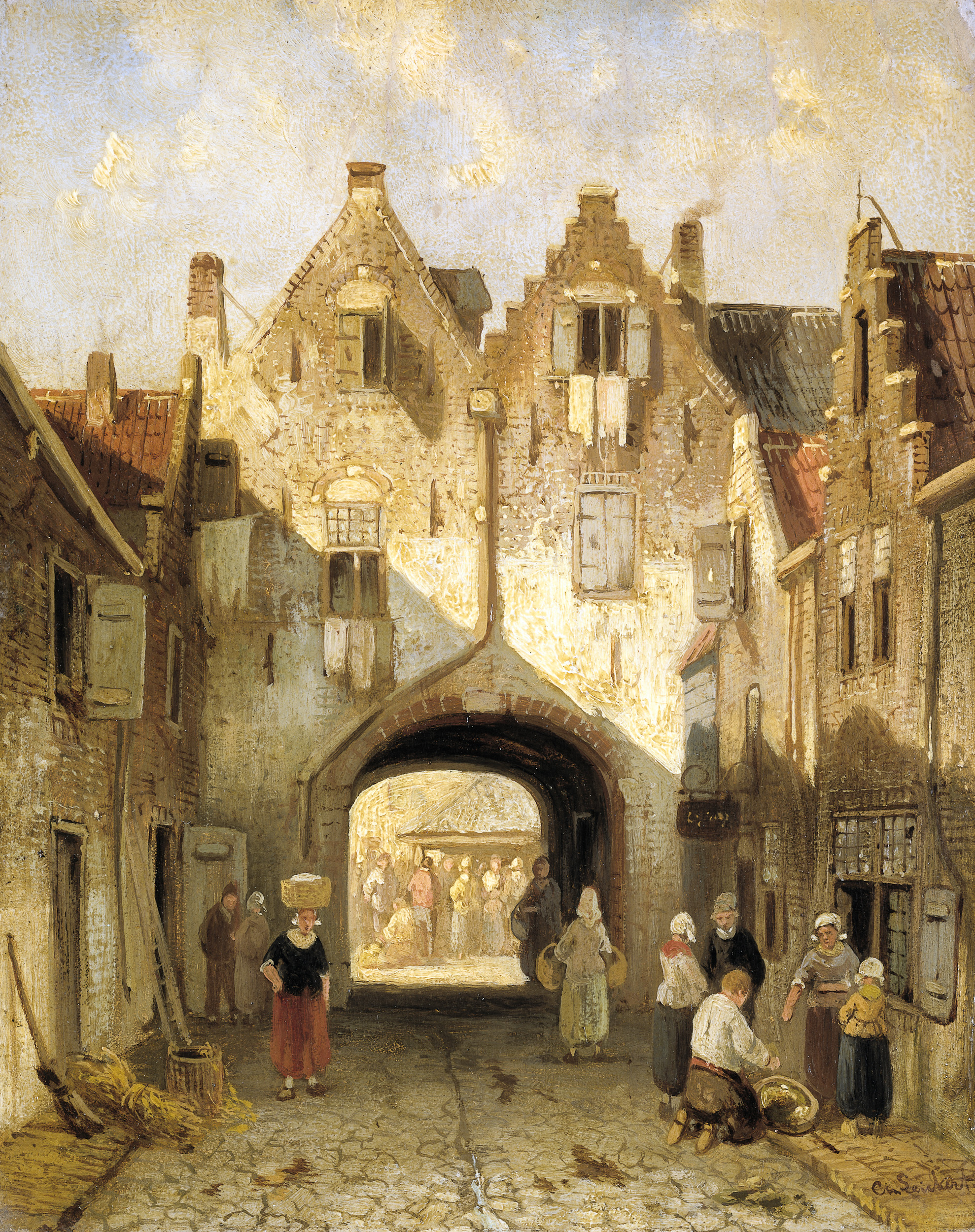
Vecchia porta